# Compagnie d'aérostiers
La Compagnie d'aérostiers est la première unité aérienne du monde, créée le 2 avril 1794 en France, pour utiliser des aérostats comme ballons d'observation à des fins de renseignement militaire.

## Genèse

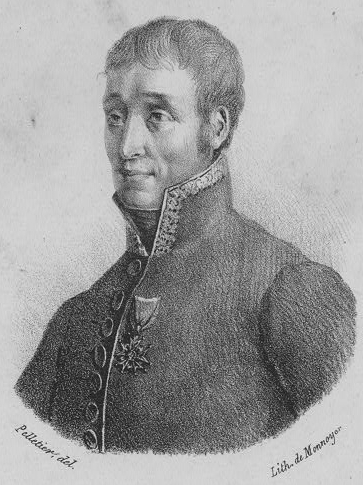
Jean-Marie-Joseph Coutelle en 1794.

Pendant les guerres de la Révolution française, plusieurs propositions d'utilisation de ballons aériens sont faites. En 1793, le Comité de salut public demande à en évaluer les possibilités. Les premiers tests sont infructueux, cependant des expériences menées près des Tuileries de septembre à octobre 1793, permettent de produire plus de 20 mètres cubes de l'hydrogène nécessaire. Le Comité de Salut Public décide alors d'utiliser l'hydrogène pour les ballons captifs.
Fin octobre 1793, le chimiste Jean-Marie-Joseph Coutelle et son assistant, l'ingénieur Nicolas Lhomond, rejoignent l'armée du Nord, avec 50 000 livres pour l'achat d'équipement. Ils sont porteurs d'une lettre de recommandation de Lazare Carnot assurant au général Jean-Baptiste Jourdan et au représentant Ernest Dominique François Joseph Duquesnoy, que le « citoyen Coutelle n'est pas un charlatan ». Mais à leur arrivée, Jourdan renvoie Coutelle à Paris, en indiquant qu'une attaque autrichienne est imminente, et qu'un bataillon est nécessaire, pas un ballon. Le Comité de Salut Public ordonne des tests supplémentaires sur les ballons au château de Meudon, où est créé le centre de développement aérostatique.

### Centre de développement aérostatique
Au centre de développement aérostatique, Nicolas-Jacques Conté (l'inventeur du crayon) dirige la recherche sur les formes et matériaux en améliorant le processus de production d'hydrogène. Le Comité est invité à assister à une démonstration du ballon L'Entreprenant, le 29 mars 1794. À la suite des bons résultats le Comité de salut public décrète la création de la première compagnie d’aérostiers, puis d'une deuxième en juin 1794.
Conté prend en octobre 1794 la direction de la nouvelle école d'aérostation, où seront entraînées les équipes de remplacement pour les deux compagnies.

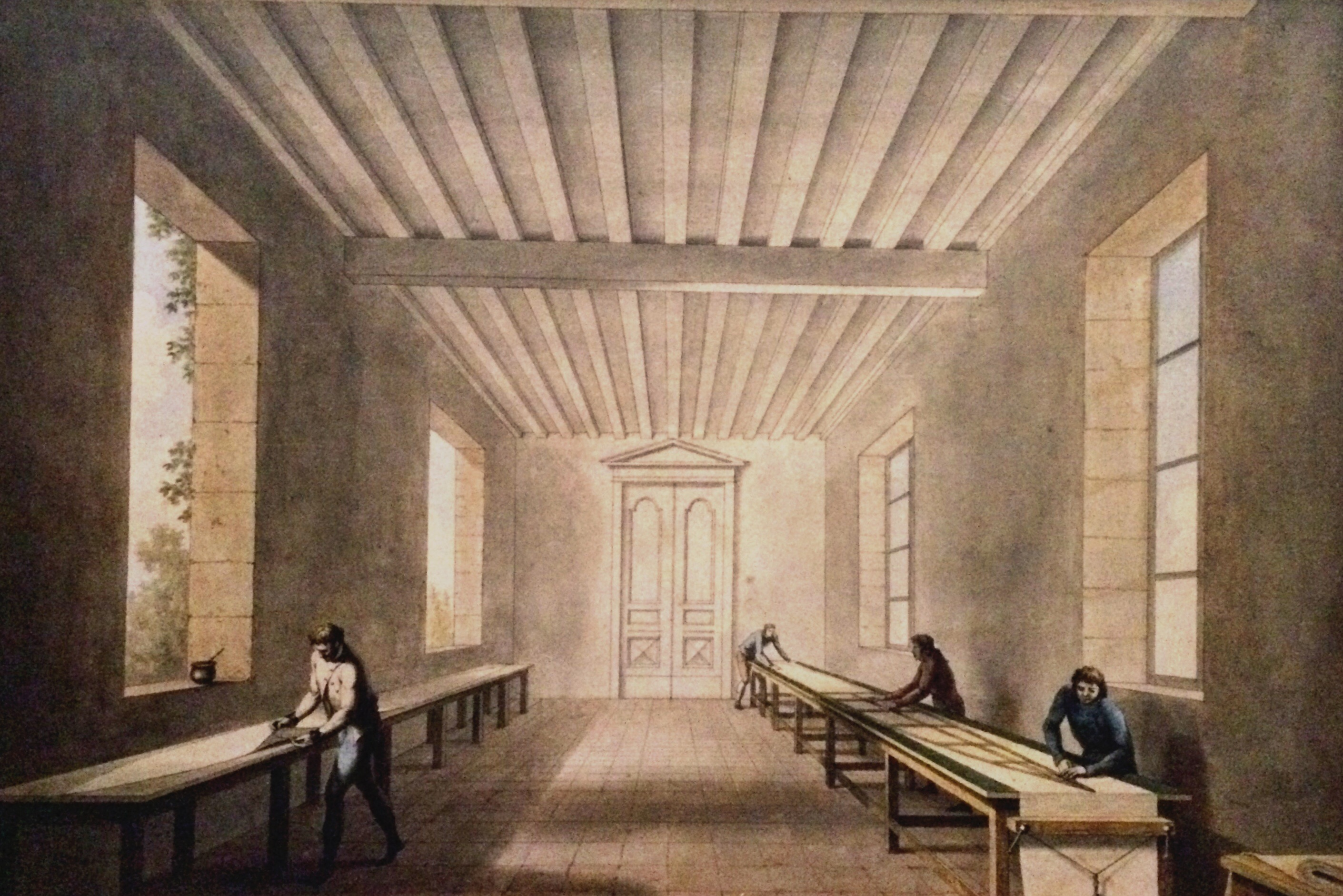
Découpage des toiles pour composer des fuseaux (1/5).
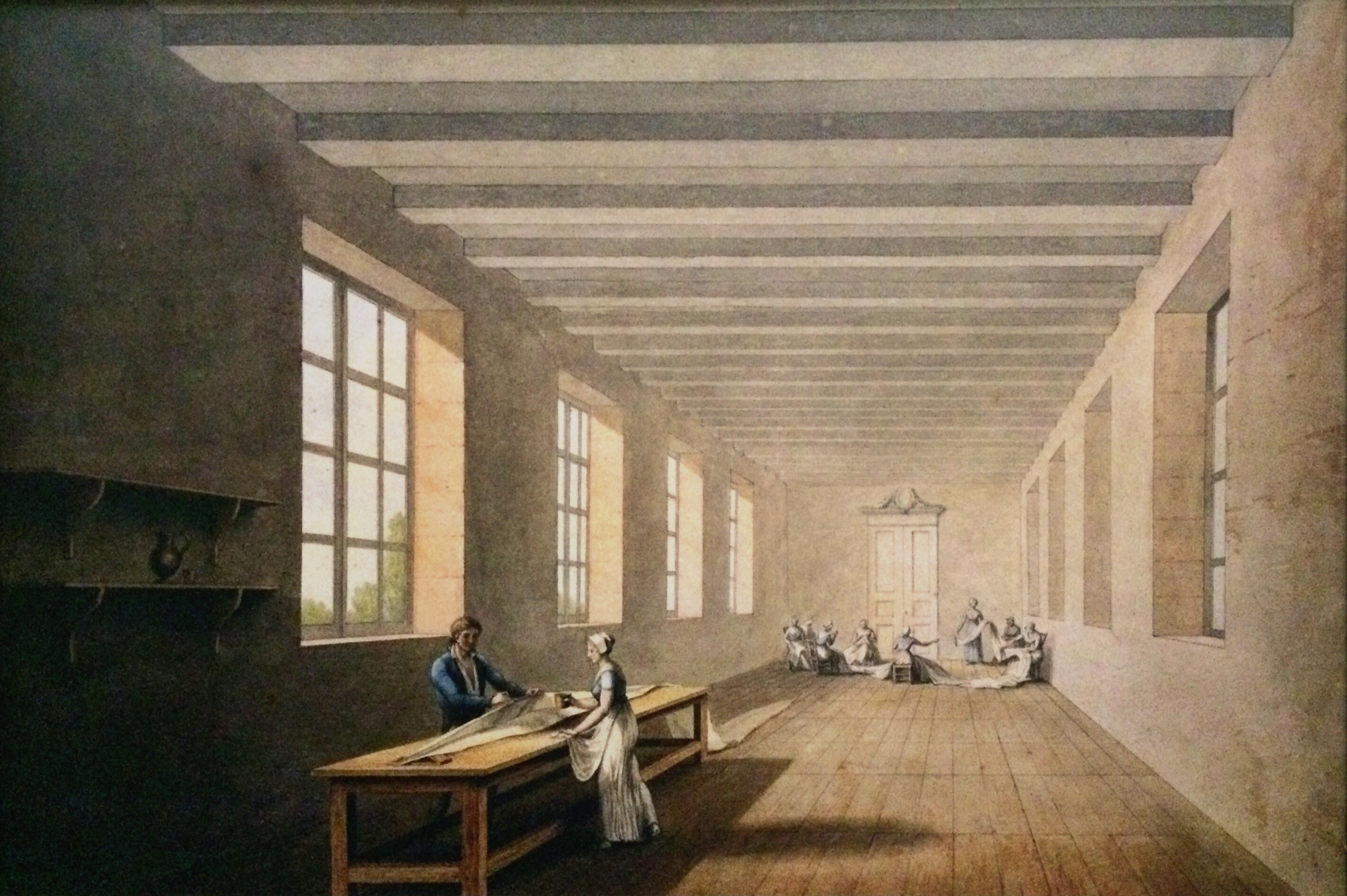
Assemblage des fuseaux (2/5).
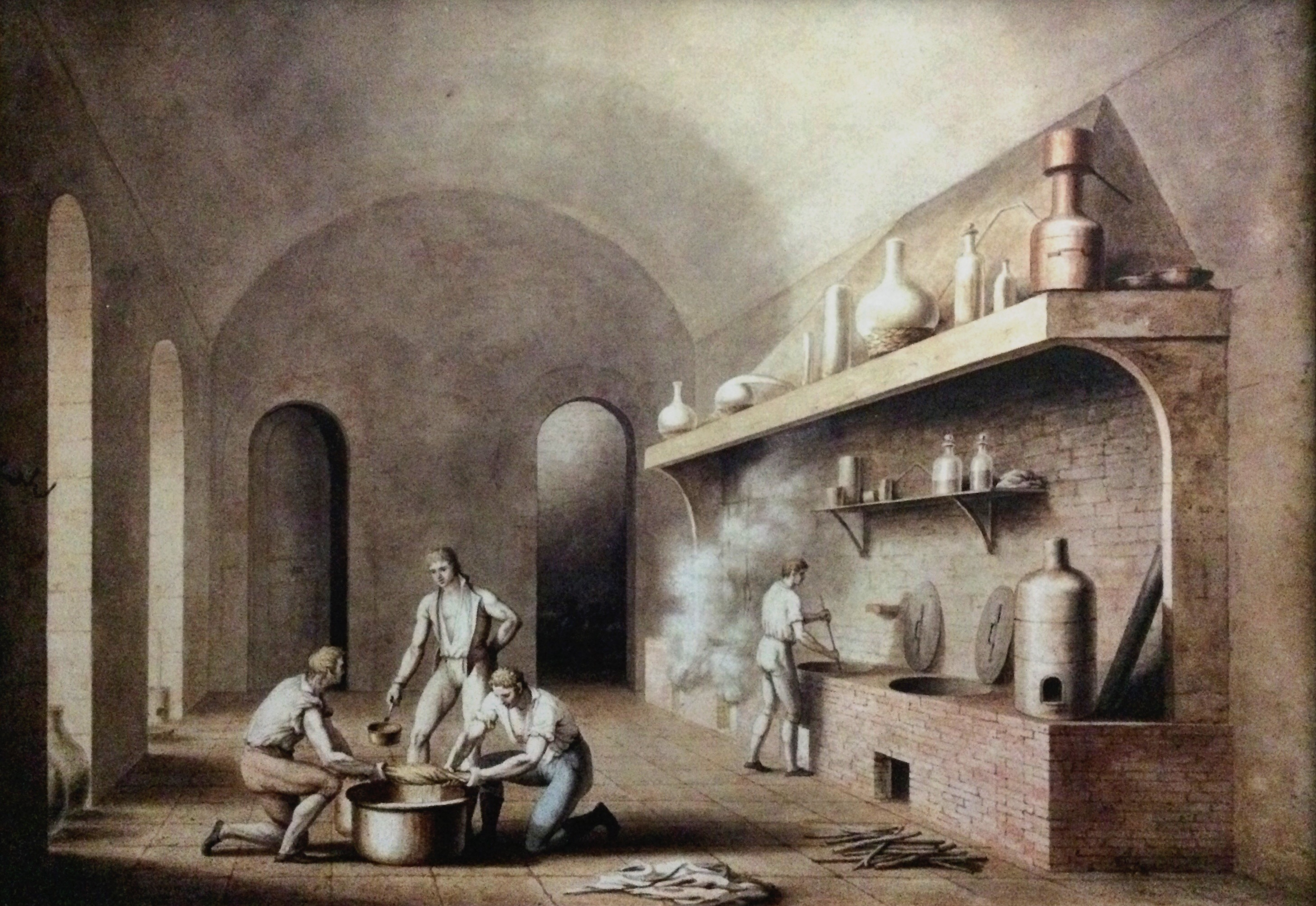
Préparation du vernis (3/5).
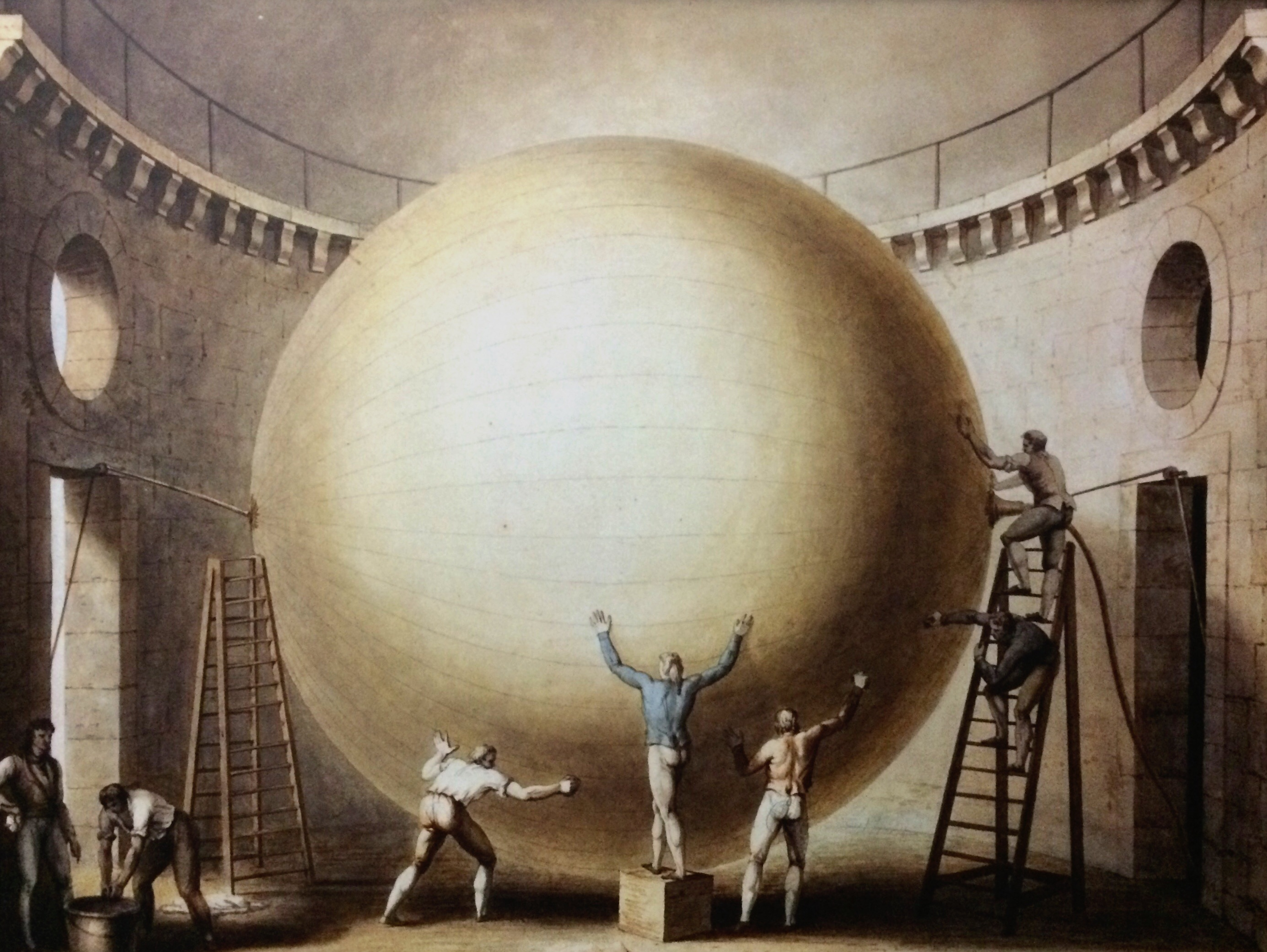
Étalage du vernis et vérification des joints (4/5).
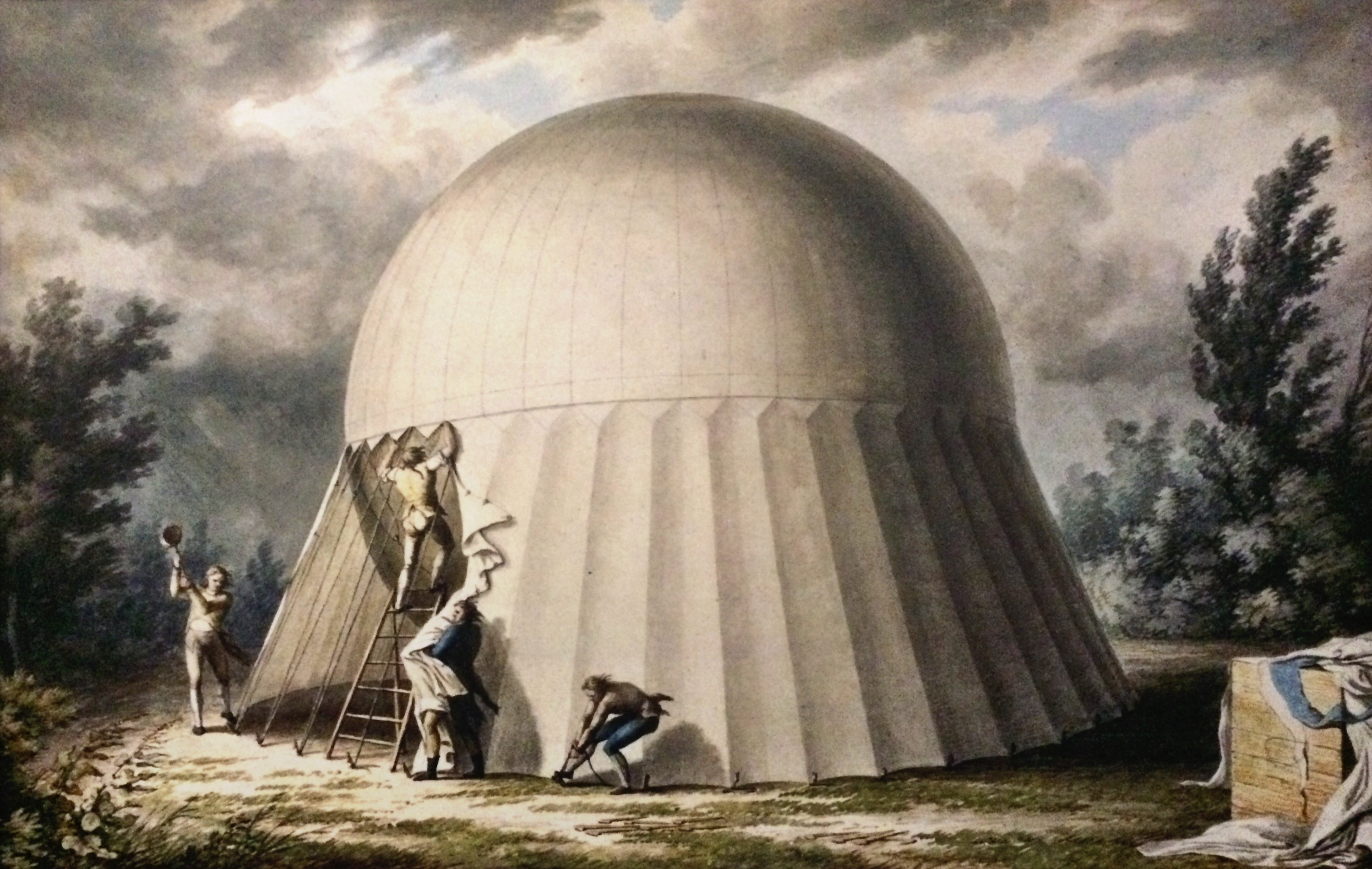
Aérostat au campement sous sa tente de protection (5/5).

#### BallonL'Entreprenant
Le ballon a une forme parfaitement sphérique d'un diamètre d'environ 10 mètres, pour une capacité de 523 m3 d'hydrogène (H2). L'enveloppe est imperméabilisée par un vernis à base de caoutchouc naturel développé par Jean-Marie-Joseph Coutelle et Nicolas-Jacques Conté ; ce vernis permettra à L'Entreprenant de rester deux mois entiers plein de gaz à l'armée de Sambre-et-Meuse'. Le ballon peut élever une nacelle occupée par deux hommes et atteindre l'altitude de 500 mètres, mais en pratique, il suffit qu'il atteigne 250 à 400 mètres pour être opérationnel.

#### Autres ballons
Neuf autres ballons seront construits : six sphériques, le Vétéran, le Précurseur, le Svelte, le Télémaque, l'Hercule, l'Intrépide ainsi que trois cylindriques, le Martial, l’Émule et le Céleste.

## Première compagnie
À la suite des bons résultats de l'ascension de L'Entreprenant, le Comité de Salut Public décrète le 2 avril 1794, la création de la première compagnie d’aérostiers. L'unité est composée d'un capitaine, un lieutenant, un sergent-major et un sergent, deux caporaux et vingt soldats. Tous les hommes doivent avoir les compétences nécessaires, que ce soit en chimie ou en menuiserie. Coutelle est nommé capitaine et Lhomond lieutenant.

### Bataille de Fleurus

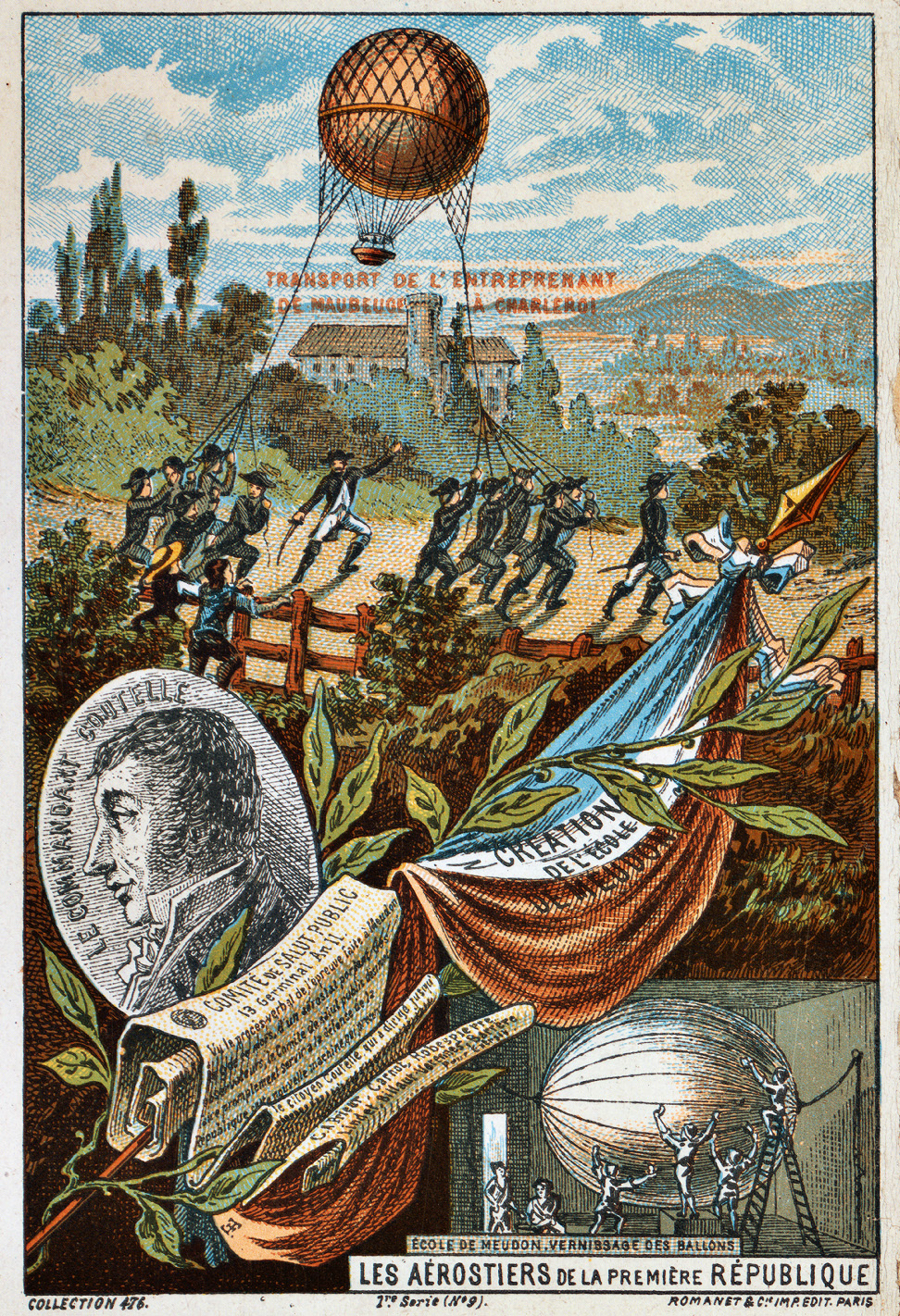
La compagnie déplace L'Entreprenant de Maubeuge à Fleurus.

En mai 1794, la compagnie rejoint les troupes de Jourdan à Maubeuge, dans le but d'utiliser L'Entreprenant lors de la bataille. Ils commencent par la construction d'un four afin de produire l'hydrogène. Le ballon est utilisé le 2 juin, la première fois pour la reconnaissance lors d'un bombardement d'artillerie ennemi ; il emporte à bord de la nacelle, Coutelle et l'adjudant-général Étienne Radet. Le 22 juin, la vingtaine de soldats de la compagnie traînent le ballon gonflé sur près de cinquante kilomètres, de Maubeuge jusqu'au plateau du moulin de Jumet, proche de Fleurus, en se dissimulant des troupes autrichiennes regroupées à Charleroi. Les trois jours suivants, un officier monte effectuer des observations. Le 26 juin 1794, la bataille de Fleurus débute et le ballon est maintenu en l'air pendant neuf heures au cours desquelles Coutelle et le général Antoine Morlot prennent des notes sur les mouvements de l'armée autrichienne, notes qu'ils laissent tomber au sol pour être récupérées par l'armée française et envoient aussi des messages par signaux en sémaphore.
La bataille de Fleurus est remportée par les Français, mais les avis sur l'utilité du ballon sont divergents. Louis-Bernard Guyton-Morveau, qui est présent tout au long de la bataille, en est fortement partisan, mais Jourdan estime que l'apport est mineur. On estime que la présence de ce ballon espion a affecté le moral des coalisés.
Guyton a auparavant supervisé à Meudon la construction du Martial, un ballon cylindrique livré peu après la bataille, mais qui s'avère à l'essai trop instable pour être utilisé. La compagnie suit l'armée du Nord en Belgique, elle est présente aux batailles de Liège et de Bruxelles sans prendre part aux combats. L'hiver approchant, on construit un dépôt de ballons à Borcette près d'Aix-la-Chapelle.

## Deuxième compagnie

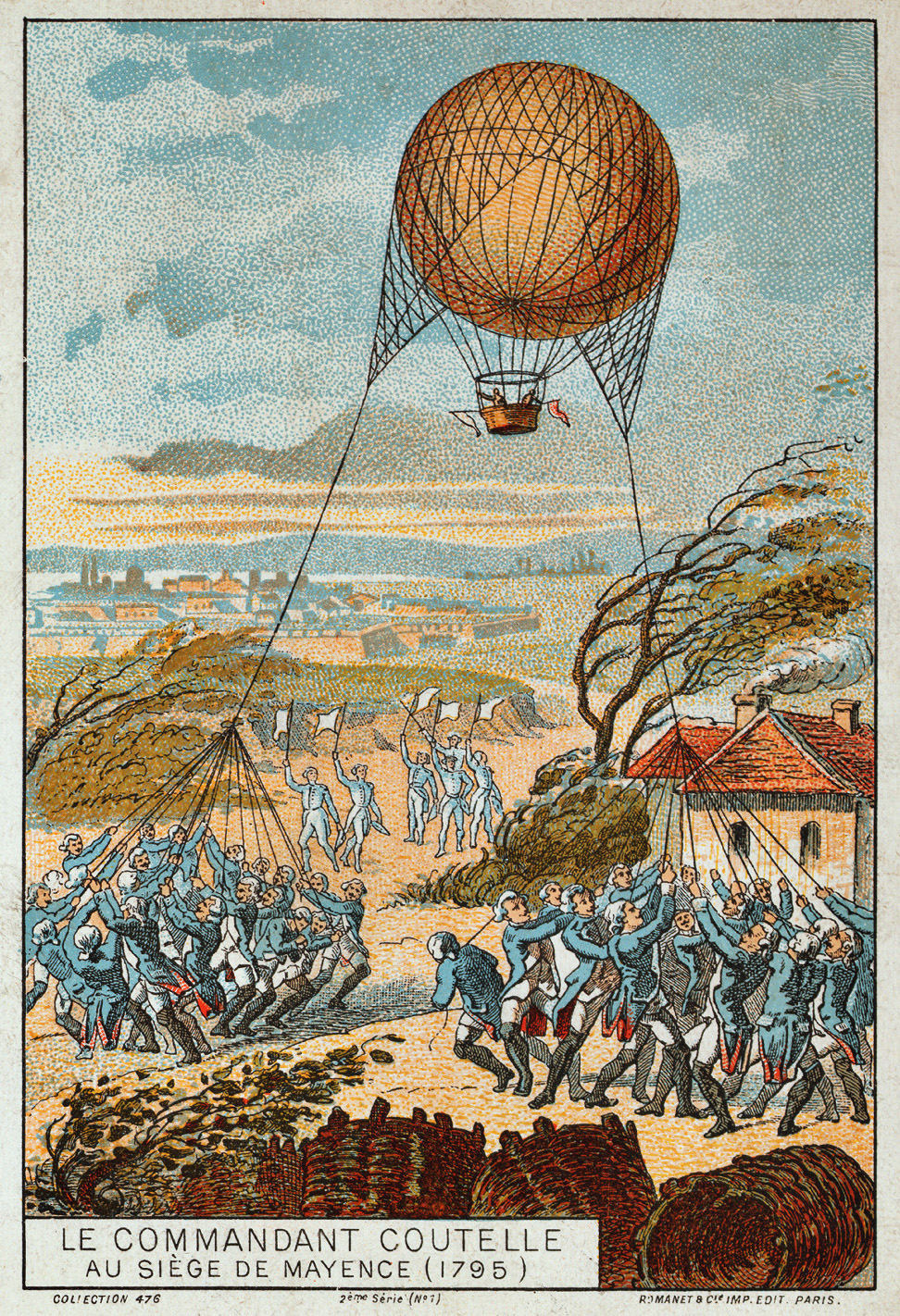
Observation par la deuxième compagnie lors du blocus de Mayence.

Le 23 juin 1794, une loi créant une deuxième compagnie d'aérostiers est adoptée, la direction à Meudon en est confiée à Conté. L'unité reçoit deux nouveaux ballons, l'Hercule et l'Intrépide, elle est rattachée en mars 1795 à l'armée du Rhin. Coutelle est rappelé pour en prendre le commandement, Lhomond est promu capitaine de la première compagnie.
La deuxième compagnie effectuera des ascensions avec L'Entreprenant lors du blocus de Mayence en mars 1795, et participera aux évacuations à Mannheim. Elle mènera des observations à Stuttgart, Rastatt et Donauwörth.

## Déclin et dissolution

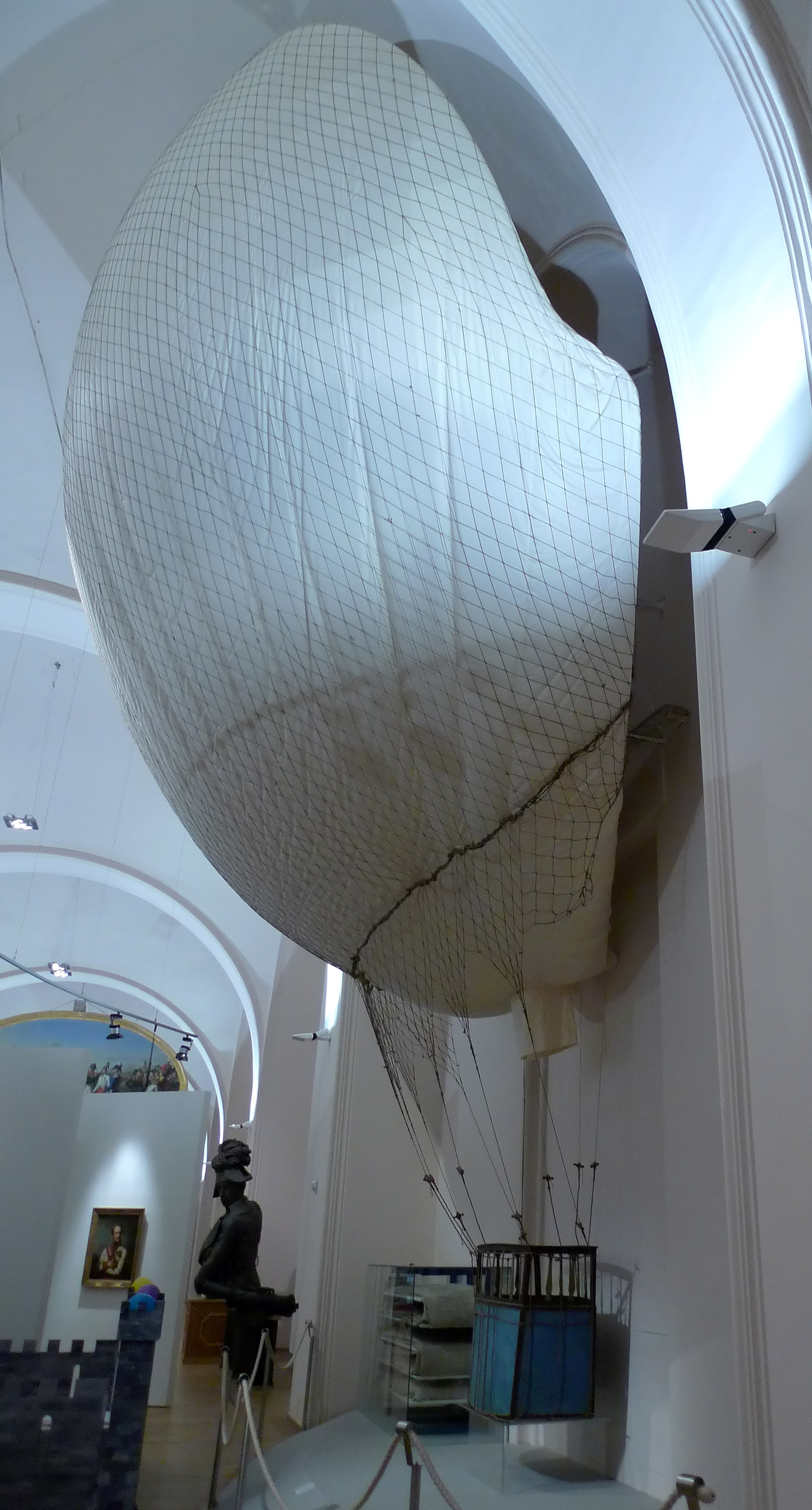
l'Intrépide exposé au musée d'histoire militaire de Vienne.

En 1795, la première compagnie est transférée à l'armée de Sambre-et-Meuse, dirigée par Jourdan. En 1796, les Français sont défaits à la bataille de Wurtzbourg : l'ensemble de la compagnie est faite prisonnière avec son ballon l'Intrépide. L'appareil sera conservé à Vienne, où il est exposé au musée d'histoire militaire.
À la suite de cette catastrophe, la deuxième compagnie est rattachée à l'armée de Sambre-et-Meuse. Malade, Coutelle se retire à Meudon. Le nouveau commandant Delaunay ne peut travailler avec le général Lazare Hoche, qui le laisse à Molsheim et refuse de laisser la compagnie participer à toute action, car l'unité n'est pas assez mobile : la production d'hydrogène nécessite la construction d'un four spécial.
À la suite du traité de Leoben en 1797, la première compagnie est libérée et Coutelle en reprend le commandement.
En mai 1798, sur l'insistance de Coutelle et Conté auprès de Bonaparte, la première compagnie rejoint le corps expéditionnaire de la campagne d'Égypte, et embarque leur matériel à bord du Patriote et de l'Orient. Arrivé au mouillage au large d'Alexandrie, le matériel est laissé sur les vaisseaux, qui seront détruits lors de la bataille d'Aboukir les 1er et 2 aout 1798. La compagnie privée de ses équipements va alors s'investir dans d'autres tâches de soutien sur place.
Le 15 janvier 1799, le Directoire prononce la dissolution de la compagnie et de l'école d'aérostation de Meudon. La seconde compagnie disparaît immédiatement, la première continue à opérer en Égypte et ne sera dissoute qu'à son retour en France en 1802.

## Articles liés
- Histoire de l'aérostation
- Ballon (aéronef)
- Aérostat
- Ballon d'observation